# Together We Are One
Together We Are One este o melodie a cântăreței Delta Goodrem. Single-ul a fost lansat în 2006 doar în Australia, atingând poziția cu numărul 2. De asemenea, single-ul a primit disc de aur pentru vânzări de peste 35.000 de unități.

## Lista Melodiilor
CD Single - Australia
1. „Together We Are One” — 4:14
2. „Fragile” (live at Visulaise Tour 2005) — 3:30
3. „Last Night on Earth” (live din Turneul Visulaise 2005) — 4:21
4. „Together We Are One” (Remix) — 4:14 — iTunes bonus track

## Clasamente
| Clasament                | Poziția Maximă | Certificat    |
| ------------------------ | -------------- | ------------- |
| Australian Singles Chart | 2              | Aur (35,000+) |